# Nonella forsythia
Nonella forsythia är en tvåvingeart som beskrevs av Boothroyd 1994. Nonella forsythia ingår i släktet Nonella och familjen fjädermyggor. Inga underarter finns listade i Catalogue of Life.